# NGC 2152
NGC 2152 è una vasta e lontana galassia a spirale barrata situata nella costellazione del Pittore, a una distanza di circa 403 milioni di anni luce dalla nostra Via Lattea.

## Scoperta
La galassia è stata scoperta il 28 dicembre 1834 dall'astronomo britannico John Herschel.

## Descrizione
NGC 2152 ha una classe di luminosità I.